# Blanche Yurka
Blanche Yurka (ur. 18 czerwca 1887 w Saint Paul, zm. 6 czerwca 1974 w Nowym Jorku) – amerykańska aktorka sceniczna i filmowa oraz reżyserka filmowa.

## Życiorys
Była córką węgierskich emigrantów, którzy przybyli do USA z terytorium Czech. Początkowo była operową piosenkarką, z niewielkimi rolami w Metropolitan Opera. Później została aktorką sceniczną. Zadebiutowała na Broadwayu w 1906 roku. Oprócz wielu ról scenicznych grała także w wielu filmach. Najbardziej znanymi filmami z jej udziałem były Opowieść o dwóch miastach (1935) i Pieśń o Bernadette (1943).

## Filmografia wybrana
źródło:
- 1935: Opowieść o dwóch miastach (A Tale of Two Cities)
- 1940: Droga do sukcesu (City for Conquest)
- 1940: Queen of the Mob
- 1942: A Night to Remember
- 1943: Pieśń o Bernadette (Song of Bernadette)
- 1944: Cry of the Werewolf
- 1945: Południowiec (The Southerner)
- 1952: Na ostrzu szpady (At Sword's Point)